# Nowa Synagoga w Dukli
Nowa Synagoga w Dukli – dawna synagoga, znajdująca się w Dukli przy ulicy Cergowskiej. Obecnie w ruinie.

## Historia
Synagoga została zbudowana w 1758 roku na miejscu poprzedniej, „starej” synagogi. Służyła jako główne miejsce modlitwy dukielskich Żydów. Podczas II wojny światowej, w 1940 roku hitlerowcy podpalili synagogę. Po zakończeniu wojny budynek przez krótki czas używany był jako magazyn paliw. Obecnie synagoga jest w stanie trwałej ruiny, pozbawiona jest dachu i większości elementów wystroju.

## Architektura
Synagoga w Dukli była prostym budynkiem o zwartej, przysadzistej bryle. Murowany z kamienia łamanego i cegły, tynkowany i orientowany na stronę wschodnią budynek synagogi wzniesiono na planie prostokąta o zewnętrznych wymiarach 17 na 12 metrów. Ściany boczne dekorowane są trzema płaskimi pilastrami, pomiędzy którymi znajdują się pary wysokich okien, i zwieńczone są niewielkim gzymsem. Synagoga przykryta była czterospadowym dachem. Od strony zachodniej znajdowały się główne drzwi, otoczone kamiennym portalem z kartuszem.
Z czasem od strony północnej dobudowano parterowe pomieszczenia babińca, przykryte rzędem dwuspadowych daszków, natomiast od strony zachodniej sień wraz z pomieszczeniami gospodarczymi. Zachowały się otwory okienne babińca, przez które kobiety śledziły przebieg nabożeństwa. Pośrodku wnętrza stała masywna murowana bima, otoczona czterema słupami, ustawionymi na cokole. Słupy te podpierały sklepienie i konstrukcję dachu. Sklepienie podzielone było na dziewięć pól, z których zewnętrzne przekryte były krzyżowo, a środkowe, nad bimą, nakrywała kopułka.

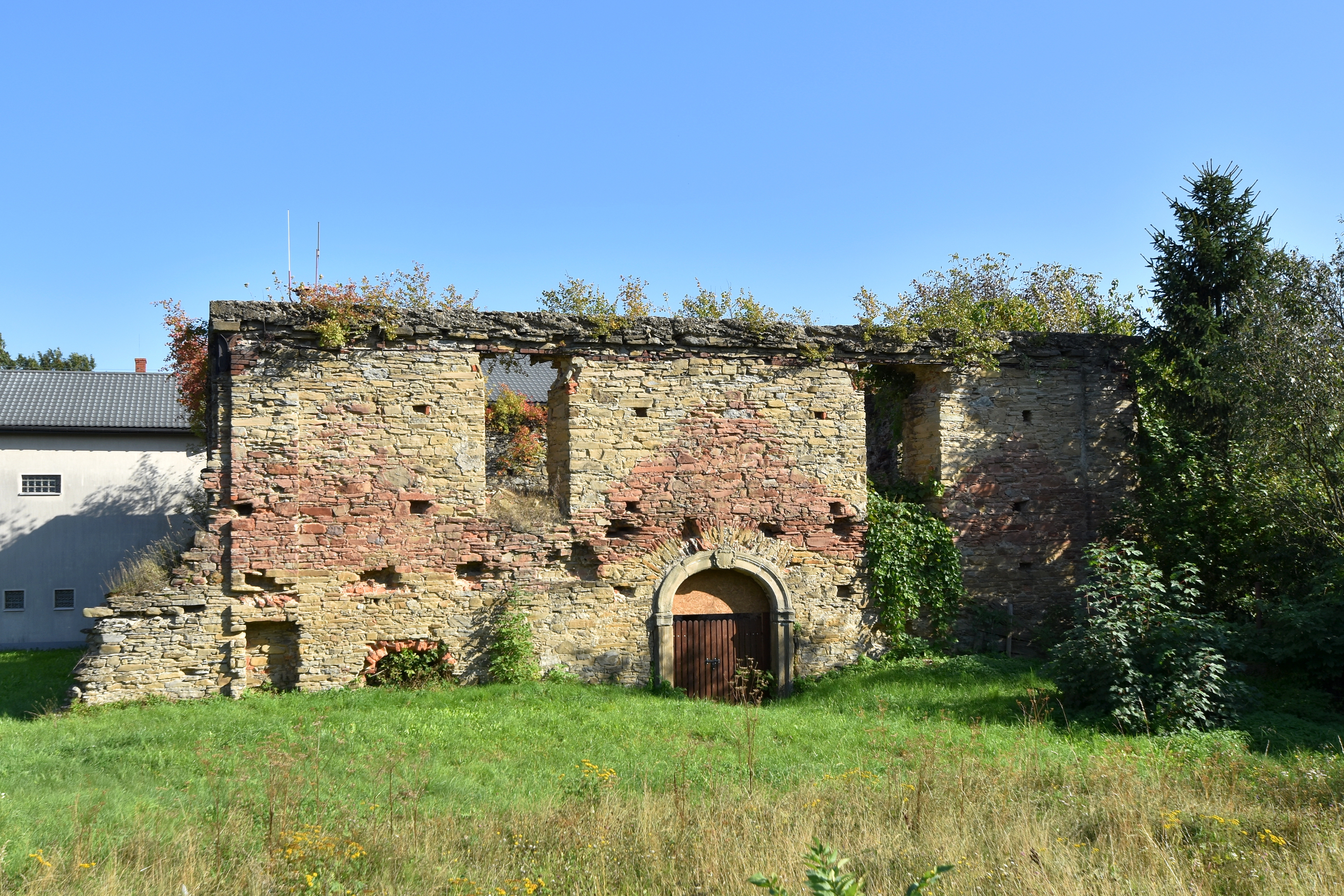
Elewacja zachodnia
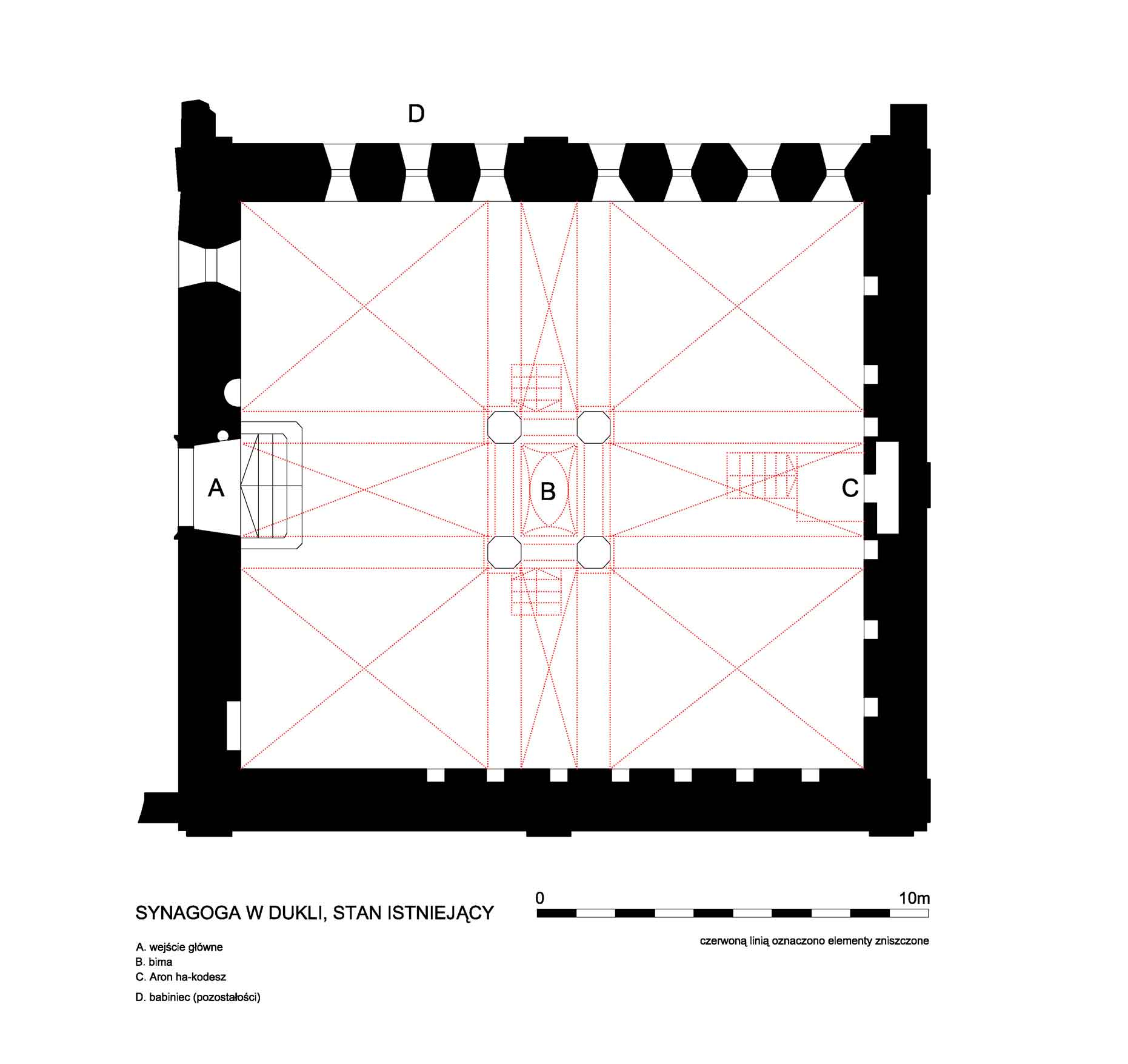
Rzut parteru
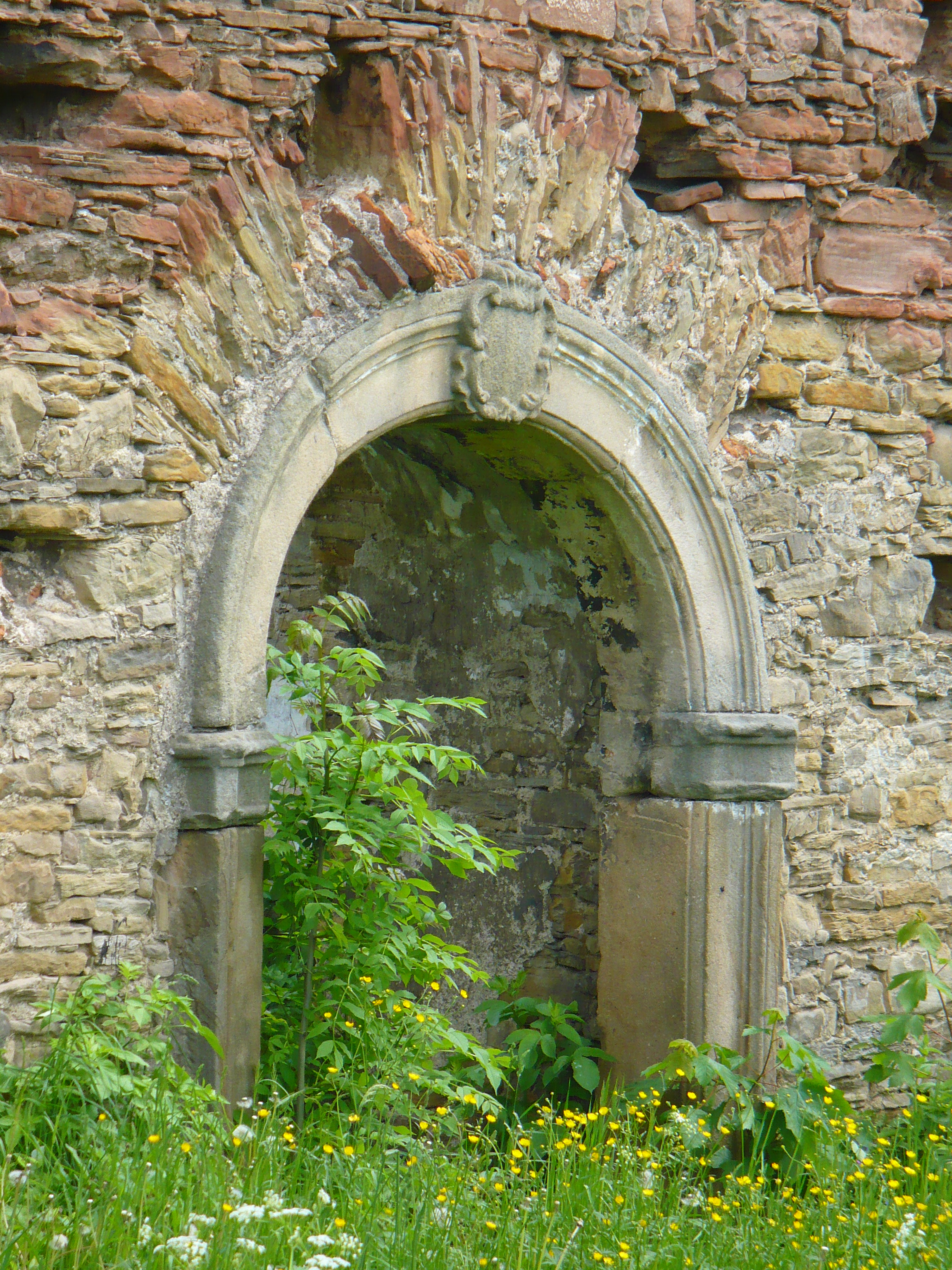

Wewnątrz ściany dekorowane były polichromiami oraz hebrajskimi inskrypcjami, poniżej parapetu wysokich okien przebiegał dekoracyjny gzyms, który widać było również na murowanej bimie. Do Aron ha-kodesz prowadziły kamienne schody.

## Stan istniejący
Do dzisiaj zachowały się wyłącznie mury zewnętrzne głównej sali modlitewnej o wymiarach 14 na 16 metrów. Budynek pozbawiony jest dachu i sklepień. Wyburzone zostały budynki babińca i sieni. We wnętrzu zachowały się wnęka po Aron ha-kodesz na wschodniej ścianie, cokół bimy oraz resztki tynku wraz z polichromiami. Na ścianie zachodniej zachował się kamienny portal wejściowy. Teren synagogi jest ogrodzony, a sam budynek zachowany w stanie trwałej ruiny.